# Капустяк Юрій Володимирович
Ю́рій Володи́мирович Капустя́к — український військовик, майор, екс-командир 1-й окремого штурмового батальйону імені героя України Дмитра Коцюбайла «Да Вінчі». Учасник російсько-української війни.

## Із життєпису
У 2012 році закінчив Львівський ліцей імені Героїв Крут. Строкову службу проходив у 80-й окремій десантно-штурмовій бригаді. Після завершення служби вступив на навчання до Національної Академії Сухопутних військ імені Гетьмана Петра Сагайдачного.
У березні 2017 року, після завершення навчання в академії, був призначений командиром взводу 24-ї бригади імені князя Данила Галицького.
Учасник Антитерористичної операції на сході України та Операції об'єднаних сил на території Луганської та Донецької областей від 2017 року.
Брав участь в боях біля Попасної, Зайцевого, Шумів.
Як і його друг Да Вінчі у 2017 році в Авдіївці, сідав на броню танка і корегував його роботу безпосередньо під час бою. На двох танках вони ще більш ефективно розбирали ворожі позиції у 2019 році в Мар'їнці.
24 лютого 2022 був заступником командира батальйону 24-ї механізованої бригади. В той же день ввечері вирушив на схід до свого батальйону в місто Золоте. Одразу був відправлений у Лиман. З ротно-тактичною групою 2 місяці був комендантом Лиману. Керував прикордонниками, поліцією і безпекою міста. Готував місто до оборони, підривав мости в сірій зоні.
З березня 2023 — командир 1-го окремого штурмового батальйону 67-ї бригади.

## Нагороди
- Орден Богдана Хмельницького III ступеня — Указ Президента України від 23 серпня 2018 року № 238/2018.[5]
- Орден «За мужність» III ступеня
- Орден «Народний Герой України» — 17 серпня 2019 року.[6]